# Sommet ultra-proéminent

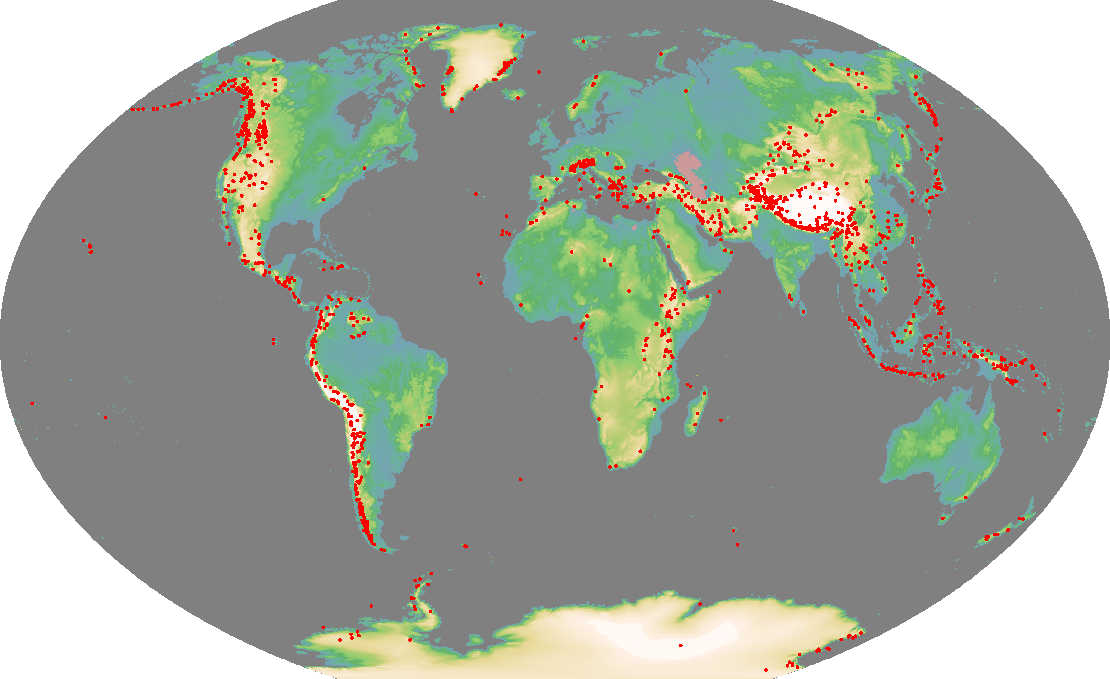
Carte du monde mettant en évidence la localisation des sommets dont la proéminence topographique dépasse 1500 m.

Diagramme qui répertorie les 100 pics les plus proéminents au monde.

Cet article recense les sommets ultra-proéminents, c'est-à-dire les sommets dont la proéminence topographique (ou hauteur de culminance) dépasse 1 500 m.

## Méthodologie
La liste suivante se limite aux sommets dont la proéminence topographique dépasse 1 500 m. Ce plancher permet de limiter le nombre de sommets à un nombre acceptable. Un tel sommet est parfois nommé « sommet ultra-proéminent » (ultra prominent peak, en anglais), ou simplement « ultra ».

## Répartition
À la fin 2000, 1 519 sommets ultra-proéminents avaient été identifiés sur Terre : 654 en Asie, 360 en Amérique du Nord, 209 en Amérique du Sud, 119 en Europe (dont le Caucase), 84 en Afrique, 54 en Australasie et 39 en Antarctique.
Nombre des principaux sommets mondiaux répondent au critère, comme l'Everest, le K2, le Kilimandjaro, le mont Blanc et le mont Olympe. D'autres sommets élevés et connus, comme l'Eiger et le Cervin, ne sont pas suffisamment proéminents. Certains sommets sont situés dans des zones difficiles d'accès, dont 39 au Groenland, les points culminants des îles arctiques de Nouvelle-Zemble, Jan Mayen et Spitzberg et 136 dans l'Himalaya. En Colombie-Britannique, certains des sommets n'ont même pas de nom généralement reconnu.
D'autres sommets restent inconquis, comme le Sauyr Zhotasy et le Gangkhar Puensum aux frontières de la Chine, le point culminant des monts Finisterre en Papouasie-Nouvelle Guinée, et (probablement) le mont Siple dans l'Antarctique.

## Listes

### Afrique
L'Afrique compte 83 sommets ultra-proéminents.

### Amérique du Nord
L'Amérique du Nord compte 360 sommets ultra-proéminents :
- 142 au Canada (dont 6 conjoints avec les États-Unis) ;
- 129 aux États-Unis (dont 6 conjoints avec le Canada), dont :
  - 65 en Alaska (4 conjoints avec le Yukon et 2 avec la Colombie-Britannique) ;
- 39 au Groenland ;
- 28 au Mexique (dont 1 avec le Guatemala) ;
- 22 en Amérique centrale (dont 1 avec le Mexique) ;
- 7 dans les Antilles.

### Amérique du Sud
L'Amérique du Sud compte 209 sommets ultra-proéminents.

### Antarctique
Le sud du 60e parallèle compte 39 sommets ultra-proéminents :
- 24 sur le continent antarctique ;
- 15 sur des îles antarctiques.

### Asie
L'Asie compte 649 sommets ultra-proéminents :
- 141 dans l'Himalaya, ainsi que sur le sous-continent indien ;
- 108 au Tibet et en Asie de l'Est ;
- 92 dans l'archipel indonésien ;
- 88 au Moyen-Orient ;
- 75 en Asie centrale ;
- 53 en Asie du Nord-Est ;
- 42 en Asie du Sud-Est ;
- 29 aux Philippines ;
- 21 au Japon.

### Europe
L'Europe compte 119 sommets ultra proéminents :
- 75 en dehors des Alpes (îles de l'Atlantique et Caucase) ;
- 44 dans les Alpes.

### Océanie
L'Océanie compte 55 sommets ultra-proéminents.